# چا بوم-کون
چا بوم-کون (انگلیسی: Cha Bum-Kun؛ زاده ۲۲ مهٔ ۱۹۵۳) یک بازیکن فوتبال اهل کره جنوبی است.
وی همچنین در تیم‌های ملی فوتبال کره جنوبی بازی کرده‌است.